# Nicolás Fuentes
Nicolás Fuentes Zegarra (Mollendo, 20 février 1941 – Callao, 28 octobre 2015) est un footballeur international péruvien qui évoluait au poste de défenseur.

## Biographie

### Carrière en club
Avec l'Universitario de Deportes, il remporte quatre titres de champion du Pérou. Avec cette même équipe, il atteint le deuxième tour de la Copa Libertadores en 1967, correspondant aux demi-finales.

### Carrière en sélection
International péruvien, Nicolás Fuentes joue 17 matchs, sans inscrire de but, entre 1965 et 1971. 
Il figure dans le groupe des sélectionnés lors de la Coupe du monde de 1970. Lors du mondial organisé au Mexique, il est titulaire et joue quatre matchs : contre la Bulgarie, le Maroc, la RFA et enfin le Brésil. Le Pérou atteint les quarts de finale de cette compétition.

## Palmarès
Universitario de Deportes
- Championnat du Pérou (4) :
  - Champion : 1964, 1966, 1967 et 1969.
  - Vice-champion : 1965 et 1970.